# Électricité au Japon

Évolution des principales sources de production d'électricité au Japon.

L'électricité au Japon se caractérise par des changements brutaux et de grande ampleur à la suite de l'accident nucléaire de Fukushima en 2011. Avant le séisme, le Japon produisait 30 % de son électricité à partir de 54 réacteurs nucléaires, positionnant le pays au 3e rang mondial pour la production nucléaire. Le Japon prévoyait d'augmenter cette part à 50 %. Après un arrêt quasi total de la production d'électricité nucléaire, le pays remet progressivement en service ses centrales : en août 2023, dix réacteurs étaient reconnectés au réseau.
En 2022, l'électricité représente 30,1 % de la consommation finale d'énergie. Le Japon est le 5e producteur d'électricité au monde (3,4 % de la production mondiale). Il se distingue par sa forte production d'électricité à partir de gaz naturel (4e rang mondial) et de charbon (4e rang mondial) ainsi que pour le solaire photovoltaïque (4e rang mondial). Il se classe au 7e rang mondial pour sa production d'électricité nucléaire. Inversement, son utilisation de l'énergie éolienne est faible : le pays se classe au 27e rang rang mondial.
L'arrêt des centrales nucléaires a été compensé par le recours aux centrales thermiques fossiles. Cette nécessité a fait basculer dans le rouge la balance commerciale, autrefois largement excédentaire. Le développement des énergies renouvelables a connu également un boom à ce moment. La production se répartit en 2023 en 63,9 % d'énergies fossiles (32,3 % de gaz naturel, 28,5 % de charbon, 3,1 % de pétrole), 8,5 % de nucléaire (contre 24,6 % en 2010), 25,3 % d'énergies renouvelables (8,8 % hydraulique, 9,9 % solaire, 3,6 % biomasse et déchets, 1,1 % éolien, 0,3 % géothermie) et 3,8 % de déchets non renouvelables et divers.
Le réseau électrique du Japon est isolé du reste du monde. Il se distingue par une séparation des réseaux est et ouest, qui sont respectivement à 50 Hz et 60 Hz. Il consiste en 4 grandes régions synchronisées indépendamment, ce qui pénalise significativement les transferts d'énergie au sein du pays.
La consommation d'électricité par habitant est élevée : en 2023, elle atteint 2,2 fois la moyenne mondiale, est supérieure de 14 % à celle de la France, mais inférieure de 42 % à celle des États-Unis.

## Comparaisons internationales
| Source d'énergie                                                                                         | Indicateur               | Rang | Année    | Quantité | Unité | % monde | Commentaires |
| --- | ------------------------ | ---- | -------- | -------- | ----- | ------- | --- |
| Électricité                                                                                              | Production               | 5e   | 2023     | 1 013,3  | TWh   | 3,4 %   | 1er : Chine (31,7 %), 2e : États-Unis (15,0 %), 3e : Inde (6,5 %), 4e : Russie (3,9 %) |
| Prod.élec.par sources**                                                                                  | Charbon                  | 4e   | 2023     | 304,3    | TWh   | 2,9 %   | 1er : Chine (5 754 TWh, 54,7 %), 2e : Inde (14,0 %), 3e : États-Unis (7,0 %) |
| Prod.élec.par sources**                                                                                  | Pétrole                  | 2e   | 2023     | 33,4     | TWh   | 4,8 %   | 1er : Arabie saoudite (21,8 %) |
| Prod.élec.par sources**                                                                                  | Gaz naturel              | 4e   | 2023     | 320,9    | TWh   | 4,8 %   | 1er : États-Unis (1 937,7 TWh, 28,7 %), 2e : Russie (7,8 %), 3e : Iran (4,8 %) |
| Prod.élec.par sources**                                                                                  | Renouvelables hors hydro | 6e   | 2023     | 149      | TWh   | 3,1 %   | 1er : Chine (35,1 %), 2e : États-Unis (15,5 %), 3e : Allemagne (5,3 %), 4e : Inde (4,9 %), 5e : Brésil (4,3 %)                                                                                 |
| Nucléaire                                                                                                | Production nette         | 7e   | 2023     | 77,5     | TWh   | 2,8 %   | 1er : États-Unis (816,2 TWh, 29,8 %), 2e : Chine (15,9 %), 3e : France (12,4 %) |
| Nucléaire                                                                                                | Puissance installée      | 8e   | 2023     | 11,05    | GW    | 3,0 %   | 1er : États-Unis (96,95 GW, 25,9 %), 2e : France (61,37 GW, 16,4 %), 3e : Chine (54,15 GW, 14,5 %), 4e : Russie (7,5 %), 5e : Coréee du sud (6,9 %), 6e : Canada (3,7 %), 7e : Ukraine (3,5 %) |
| Nucléaire                                                                                                | % nucléaire/élec*        | 23e  | 2023     | 5,6      | %     |         | 1er : France (64,8 %), 2e : Slovaquie (61,3 %) ; États-Unis : 18,6 %, Russie : 18,4 %, 25e : Chine : 4,9 %                                                                                     |
| Hydroélectricité                                                                                         | Production               | 9e   | 2023     | 74,5     | TWh   | 1,8 %   | 1er : Chine (1 226 TWh ; 28,9 %), 2e : Brésil (10,1 %), 3e : Canada (8,6 %), 4e : États-Unis (5,6 %)                                                                                           |
| Hydroélectricité                                                                                         | Puissance installée      | 7e   | 2023     | 49,65    | GW    | 3,5 %   | 1er : Chine (421,5 GW, 29,8 %), 2e : Brésil (7,8 %), 3e : États-Unis (7,2 %), 4e : Canada (5,9 %)                                                                                              |
| Énergie solaire photovoltaïque                                                                           | Production élec.         | 4e   | 2023     | 97,0     | TWh   | 5,9 %   | 1er : Chine (35,6 %), 2e : États-Unis (14,7 %), 3e : Inde (6,9 %) |
| Énergie solaire photovoltaïque                                                                           | Puissance installée      | 3e   | 2023     | 87,07    | GWc   | 6,2 %   | 1er : Chine (43,2 %), 2e : États-Unis (9,8 %), 4e : Allemagne (5,8 %) |
| Énergie solaire photovoltaïque                                                                           | % solaire PV/élec*       | 9e   | fin 2022 | 10,2     | %     |         | 1er : Espagne (19,1 %), 2e : Grèce (17,5 %), 3e : Chili (17,0 %) |
| Biomasse                                                                                                 | Production élec.         | 6e   | 2022     | 34,5     | TWh   | 5,4 %   | 1er : Chine (28,3 %), 2e : Brésil (8,6 %), 3e : États-Unis (7,9 %) |
| Géothermie                                                                                               | Production élec.         | 10e  | 2022     | 2,98     | TWh   | 3,1 %   | 1er : États-Unis (19,7 %), 2e : Indonésie (17,1 %) |
| * % (nucléaire, hydro, éolien, PV)/total production d'électricité ** production d'électricité par source |                          |      |          |          |       |         | |

## Histoire
Pendant la Seconde Guerre mondiale, tout le secteur économique électrique du Japon était géré par une agence publique, la Compagnie de production électrique et de distribution du Japon, ou Nippon Hassōden. À la demande du Commandement suprême des forces alliées, la  Nippon Hassōden devint en 1952 la Electric Power Development Co., Ltd. (en) et presque tout le secteur électrique fut privatisé en 9 monopoles garantis par l'État (en).
Depuis l'accident nucléaire de Fukushima en 2011, et l'arrêt de l'industrie nucléaire au Japon, les dix producteurs d'électricité du pays ont subi de fortes pertes financières, plus de 15 milliards de Dollars en 2012 et en 2013.
Depuis, des évolutions ont amené à une libéralisation progressive du marché de l'électricité,. En avril 2016, les entreprises locales consommatrices d'électricité obtiennent la possibilité de choisir leur fournisseur d'électricité parmi 250 entreprises, dont beaucoup se concentrent sur la fourniture d'électricité dans les grandes agglomérations. Le trading de l'électricité sur la plateforme du Japan Electric Power Exchange (en) (JEPX) est encouragé. Ce marché ne constituait alors que 1,5 % de l'électricité produite,. En juin 2016, plus d'un million de consommateurs avait changé de fournisseur. Cependant, le coût total de cette libéralisation ayant alors atteint 80 milliards de Yens, il n'est pas évident que cette stratégie ait été réellement économique pour les consommateurs,.
En 2020, le transport et la distribution entament une réforme afin d'être plus ouverts. Cela devrait permettre aux fournisseurs alternatifs de limiter leurs coûts et d'être plus compétitifs.

## Production

### Répartition de la production par source
En 2023, selon les estimations de l'Energy Institute, le Japon a produit 1 013,3 TWh d'électricité, soit 3,4 % de la production mondiale, au 5e rang mondial, derrière la Chine (31,7 %), les États-Unis (15,0 %), l'Inde (6,5 %) et la Russie (3,9 %). Cette production se répartissait en 65 % de combustibles fossiles (gaz naturel : 31,7 %, charbon : 30,0 %, pétrole : 3,3 %), 7,6 % de nucléaire, 22,1 % d'énergies renouvelables (hydroélectricité 7,4 %, autres 14,7 %) et 5,3 % d'autres sources (déchets non renouvelables, pompage-turbinage, etc). La production d'électricité éolienne est estimée à 10 TWh (1,0 %), celle du solaire à 97 TWh (9,6 %), celle tirée de la biomasse et des déchets à 42 TWh (4,1 %).
Répartition de la production d'électricité en 2023
- Gaz naturel (31,7 %)
- Charbon (30 %)
- Pétrole (3,3 %)
- Nucléaire (7,6 %)
- Énergies renouvelables (22,1 %)
- Autres (5,3 %)

| Source                                                    | 1990  | %    | 2000    | %    | 2010    | %    | 2020    | %    | 2023  | % 2023 | var. 2023/1990 |
| Charbon                                                   | 124,7 | 14,3 | 228,2   | 21,4 | 317,2   | 27,1 | 310,9   | 30,6 | 280,8 | 28,5 % | +125 %         |
| Pétrole                                                   | 249,5 | 28,7 | 133,2   | 12,5 | 90,8    | 7,8  | 31,6    | 3,1  | 30,9  | 3,1 %  | -88 %          |
| Gaz naturel                                               | 167,7 | 19,3 | 254,6   | 23,8 | 332,3   | 28,4 | 394,2   | 38,8 | 317,3 | 32,3 % | +89 %          |
| Total fossiles                                            | 541,9 | 62,2 | 616,0   | 57,7 | 740,3   | 63,2 | 736,7   | 72,4 | 628,9 | 63,9 % | +16 %          |
| Nucléaire                                                 | 202,3 | 23,2 | 322,0   | 30,2 | 288,2   | 24,6 | 38,8    | 3,8  | 84,1  | 8,5 %  | -58 %          |
| Hydraulique                                               | 97,0  | 11,1 | 96,8    | 9,1  | 90,7    | 7,7  | 87,5    | 8,6  | 86,1  | 8,8 %  | -11 %          |
| Biomasse                                                  | 8,1   | 0,9  | 9,1     | 0,9  | 9,7     | 0,8  | 26,0    | 2,6  | 33,5  | 3,4 %  | +313 %         |
| Déchets renouv.                                           | 0     |      | 0       |      | 2,8     | 0,2  | 1,8     | 0,2  | 2,2   | 0,2 %  | ns             |
| Géothermie                                                | 1,7   | 0,2  | 3,3     | 0,3  | 2,6     | 0,2  | 3,0     | 0,3  | 3,4   | 0,3 %  | +96 %          |
| Éolien                                                    | 0     |      | 0,1     | 0,01 | 4,0     | 0,3  | 9,0     | 0,9  | 10,6  | 1,1 %  | ns             |
| Solaire                                                   | 0,07  | 0,01 | 0,4     | 0,03 | 3,5     | 0,3  | 79,1    | 7,8  | 97,2  | 9,9 %  | ns             |
| Total EnR                                                 | 106,9 | 12,3 | 109,8   | 10,3 | 113,3   | 9,7  | 206,3   | 20,3 | 232,9 | 25,3 % | +118 %         |
| Déchets non renouv.                                       | 0     |      | 0,1     | 0,01 | 8,1     | 0,7  | 18,2    | 1,8  | 21,4  | 2,2 %  | ns             |
| Autres                                                    | 19,5  | 2,2  | 20,0    | 1,9  | 20,9    | 1,8  | 16,9    | 1,7  | 16,1  | 1,6 %  | -17 %          |
| Total                                                     | 870,7 | 100  | 1 067,8 | 100  | 1 170,9 | 100  | 1 016,9 | 100  | 983,5 | 100 %  | +13 %          |
| Source des données : Agence internationale de l'énergie,. |       |      |         |      |         |      |         |      |       |        |                |

Pour des raisons techniques, il est temporairement impossible d'afficher le graphique qui aurait dû être présenté ici.

Production d'électricité par source au Japon
Source : Agence internationale de l'énergie, Energy Institute
Après Fukushima, l'arrêt du nucléaire était compensé par une augmentation massive de sa production à base de combustibles fossiles : +34 % de 2010 à 2012, dont +3,3 % pour le charbon, +96,4 % pour le fioul et +30,5 % pour le gaz. Dans une première phase en 2011, les centrales au charbon étant déjà presque saturées, le pays a dû recourir aux vieilles centrales au fioul ou au pétrole brut (+66 % en 2011), peu utilisées habituellement à cause de leur coût marginal élevé. De 2012 à 2023, la production à base de combustibles fossiles a reculé de 33,2 %.
Le mix énergétique post-Fukushima, a fait du Japon le plus gros acheteur mondial de GNL, provoquant une flambée des cours. En effet, un réacteur nucléaire de 900 MW correspond à la consommation d'un million de tonnes de GNL par an, soit, en 2018, 500 M$. La perte de revenus liée à l’arrêt des réacteurs japonais entre 2011 et 2013 et l’augmentation des importations de combustibles fossiles a conduit les électriciens japonais à augmenter entre 2011 et 2014 la facture d’électricité des ménages de 25 % et celle de l’industrie de 35 %.

### Centrales thermiques à flamme
En 2011, les centrales thermiques fossiles représentent 65 % de la puissance installée totale avec 185 GW ; elles ont produit 781 TWh, soit 74 % de la production totale. En 2012 après l'arrêt des centrales nucléaires, cette part monte à 89 %. Le taux d'utilisation des centrales thermiques à flamme était donc assez bas jusqu'en 2010 et le Japon avait finalement assez de marge pour remplacer le nucléaire.
Pourtant, des constructions de nouvelles centrales sont entreprises immédiatement pour suppléer à l'arrêt du nucléaire. En 2013, selon le Japan Electric Power Information Center, cinq centrales sont en construction (4 au GNL pour 2016 et une au charbon pour 2023) afin de compléter le parc thermique fossile de 65 grandes centrales thermiques appartenant aux opérateurs intégrés. Les centrales anciennes au pétrole ne sont utilisées qu'en pointe à cause de leur coût ; certaines centrales ont des possibilités duales (charbon/fioul ou gaz/fioul), apportant une flexibilité d'approvisionnement qui s'est avérée précieuse après la perte du nucléaire.
En 2016-2017, le Japon a inauguré huit nouvelles centrales au charbon  et 36 autres sont en projet pour les dix prochaines années.
En 2019, alors qu'au niveau mondial les projets et mises en service de centrales en charbon ont reculé de 66 % par rapport à 2015, le Japon a 11,9 GW de centrales au charbon en projet au niveau national, ce qui augmenterait de 50 % les émissions de CO2 de son parc charbon existant (de 3,9  à   5,8 milliards de tonnes).
Très critiqué à la COP 28 pour son refus de sortir du charbon, le Premier ministre conservateur nippon Fumio Kishida a seulement assuré que son pays équiperait ses futures centrales de technologies réduisant les émissions de CO2. Après l'accident nucléaire de Fukushima en 2011, le pays a fait construire, sur les dix dernières années, 40 nouvelles centrales au charbon, et en 2024, l'électricien JERA doit encore ouvrir un nouveau site à Kanagawa qui émettra, selon les calculs de l'association Beyond Coal, 3,6 millions de tonnes de CO2 par an. Le gouvernement promet l'émergence d'un « charbon propre » et mise sur une nouvelle technologie de cocombustion à l'ammoniac, espérant atteindre un mélange comprenant 80 % de charbon et 20 % d'ammoniac qui selon lui réduirait les émissions de 20 %. Mais des chercheurs du Kiko Network calculent qu'en tenant compte de l'ensemble du cycle de production de l'ammoniac, la cocombustion avec 20 % d'ammoniac ne réduit en réalité que de 4 % les émissions d'une centrale. De plus, cela nécessiterait 20 millions de tonnes d'ammoniac par an, soit la totalité des volumes actuellement échangés sur les marchés mondiaux.

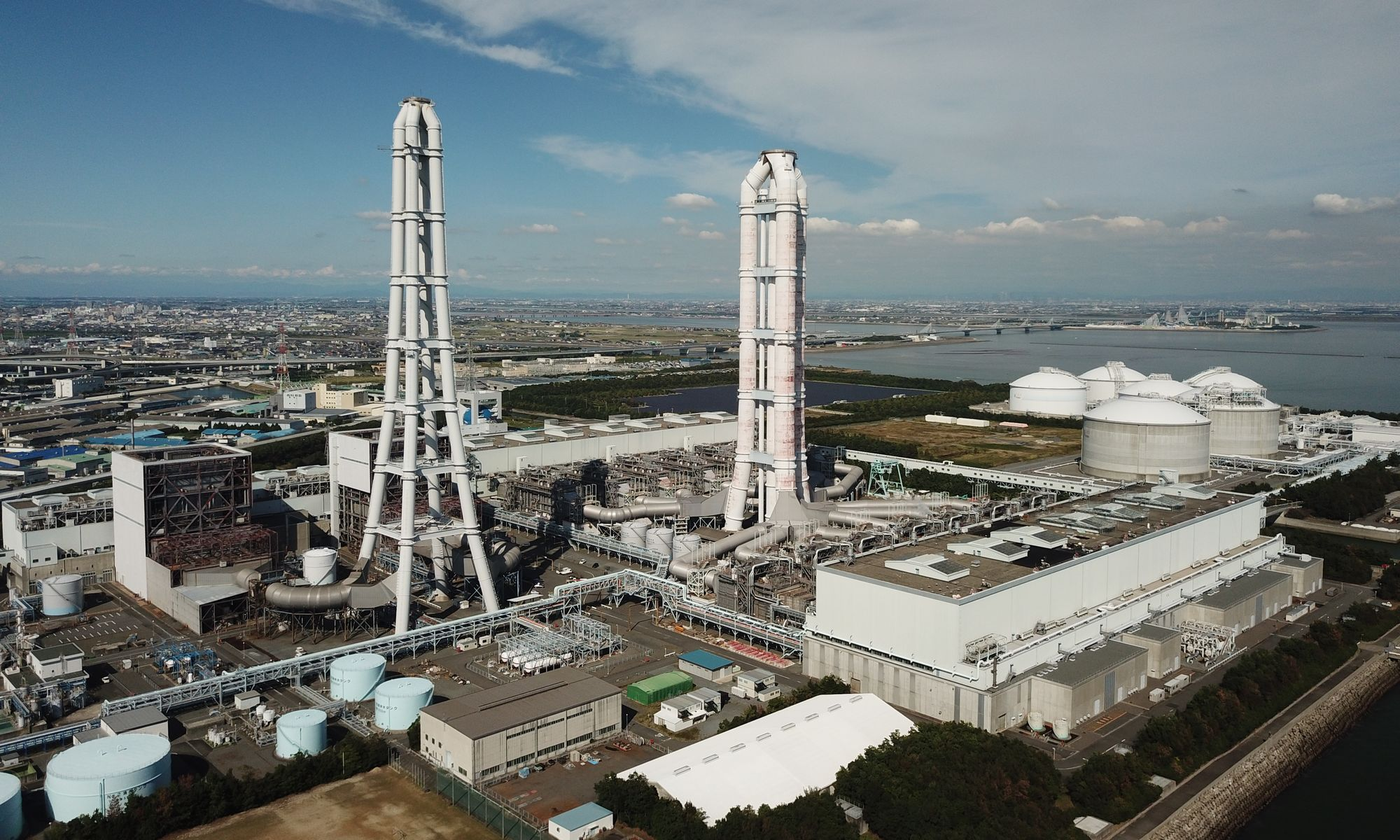
Centrale thermique de Kawagoe, la centrale au gaz la plus puissante du Japon (4 800 MW).
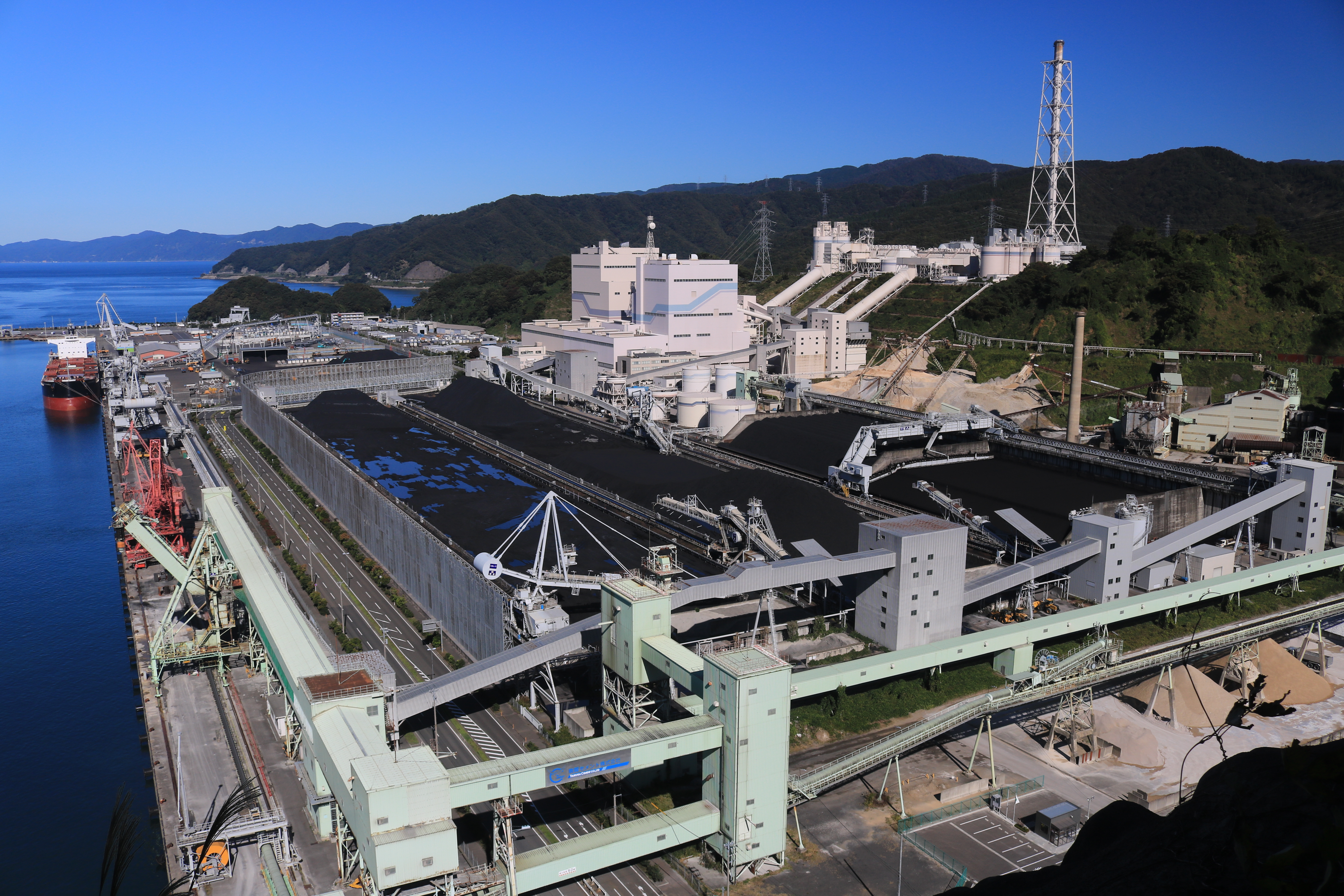
Centrale thermique de Tsuruga (ja), fonctionnant au charbon.
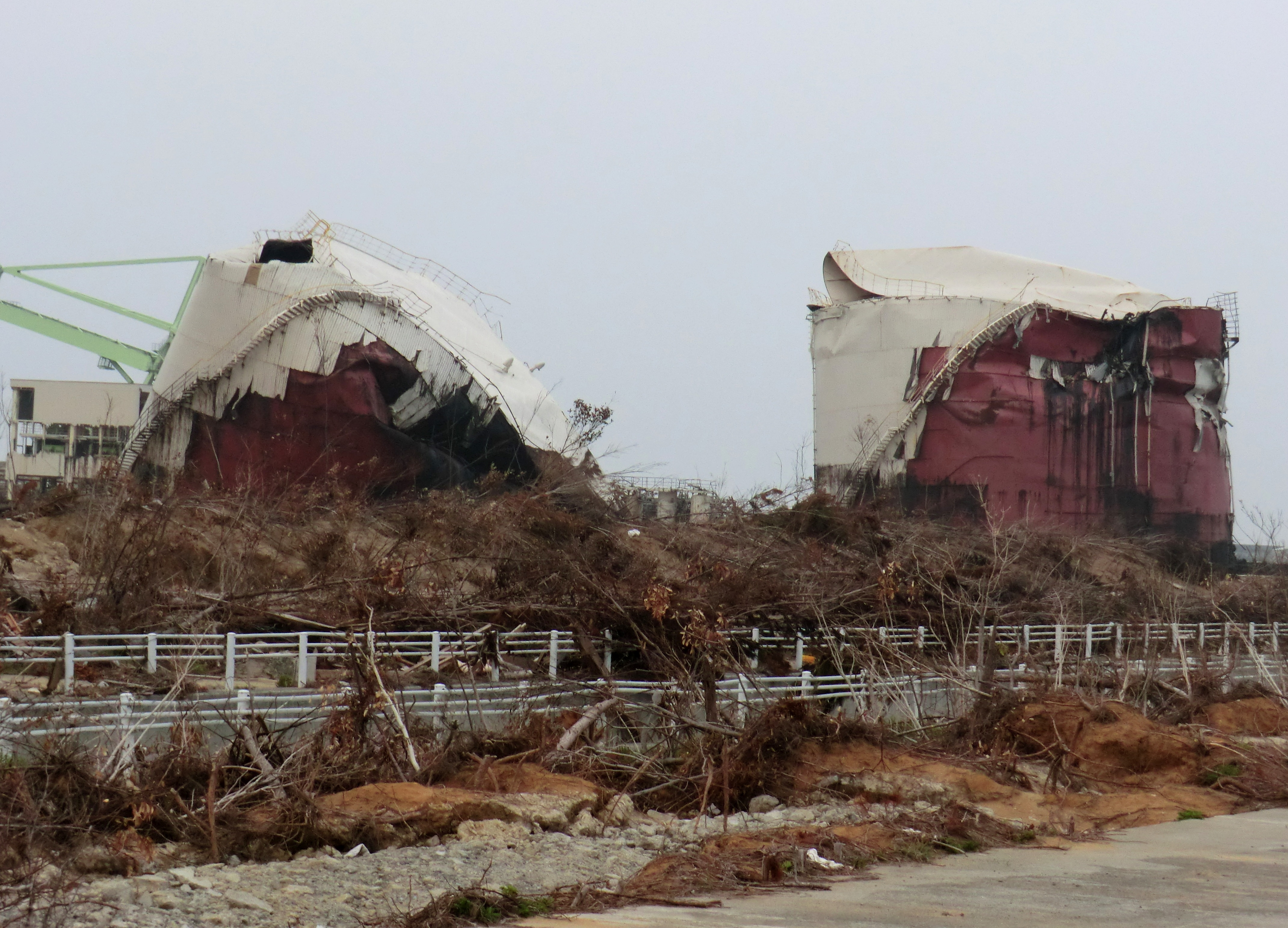
Cuves à fioul lourd endommagées par le tsunami de 2011 à la centrale de Haramachi.

### Centrales nucléaires

#### Électricité nucléaire avant Fukushima
Le programme nucléaire civil commence en 1954, lorsque le gouvernement Shigeru Yoshida alloue 235 millions de yens à l'amorce d'un programme nucléaire bridé par l'Atomic Energy Basic Law (en) promulguée le 19 décembre 1955 et qui limite les activités à des fins strictement pacifiques. En effet, l'opinion publique japonaise est fortement opposée à cette source d'énergie : 32 millions de Japonais, soit un tiers de la population japonaise, venaient de signer une pétition appelant à l'interdiction de la bombe H. À partir de 1954, et pendant plusieurs années, la CIA et d’autres agences gouvernementales américaines ont mené une intense propagande ciblant la population japonaise afin vaincre l’opposition à l’énergie nucléaire.
Le premier réacteur de la centrale de Tōkai, du type graphite-gaz, est construit par la compagnie britannique General Electric Company et mis en service en 1966. Dans les années 1970, les premiers réacteurs à eau légère ont été construits en coopération avec des entreprises américaines. Ces centrales ont été achetées à des fournisseurs américains tels que General Electric et Westinghouse, avec une participation des entreprises japonaises (Toshiba, Hitachi, Mitsubishi). Celles-ci rattrapent ainsi leur retard et obtiennent plus tard une licence pour construire des centrales similaires.
Les accidents de Three Mile Island et de Tchernobyl perturbent peu le programme japonais, comparativement à d'autres pays. La construction de nouvelles usines s'est poursuivie à un rythme soutenu tout au long des années 1980 et 1990. Mais, au début des années 1990, la fin du miracle économique japonais stoppe cette dynamique et plusieurs projets sont abandonnées. Simultanément, à partir du milieu des années 1990, plusieurs accidents et dissimulations (comme l'accident de Tokaimura, l'explosion de vapeur de Mihama, les dissimulations au réacteur de Monju, et, plus récemment, les conséquences du séisme de 2007 de Chūetsu-oki) érodent la confiance du public.

#### Renoncement temporaire au nucléaire après Fukushima
Le 11 mars 2011, un séisme de magnitude 9 déclenche un tsunami qui dévaste la côte Pacifique du Tōhoku au Japon et provoque l'accident nucléaire de Fukushima.
En juillet 2011, 16 des 54 réacteurs du Japon sont encore  en activité. Le 13 juillet 2011, après que l’ancien premier Ministre, Naoto Kan, ait pour la première fois évoqué  la possibilité à terme d’un abandon total du nucléaire sur le sol nippon, son successeur Yoshihiko Noda nuance cette position, en visant « une réduction aussi forte que possible de la dépendance à l’énergie nucléaire à moyen ou long terme ».
Au 27 mars 2012, le Japon ne compte qu'un seul réacteur nucléaire sur 54 en fonctionnement, le Tomari-3, après l'arrêt du Kashiwazaki-Kariwa 6. Le Tomari 3 est arrêté pour maintenance le 5 mai, laissant le Japon sans électricité d'origine nucléaire pour la première fois depuis 1970, lorsque les deux seuls réacteurs du pays à l'époque ont été mis hors service pendant cinq jours pour maintenance.
Le 14 septembre 2012, le gouvernement japonais décide de sortir du nucléaire dans le courant des années 2030 dans le cadre d'une nouvelle stratégie en matière de production énergétique,. La politique envisagée est de ne plus construire de nouveaux réacteurs, et de ne pas prolonger ceux existants au-delà de 40 ans, ce qui correspond à l'arrêt des derniers réacteurs livrés en 2005, vers 2045. En septembre 2013, tous les réacteurs nucléaires nippons sont arrêtés. Pour faire face à la demande en électricité, des centrales thermiques sont remises en exploitation par les différents opérateurs.

#### Réévaluation de la sortie du nucléaire
Les élections législatives japonaises de décembre 2012, qui voient la victoire du Parti libéral-démocrate, marquent une rupture dans la politique énergétique post-Fukushima. Le nouveau premier ministre du Japon, Shinzō Abe, a affirme alors son intention de faire redémarrer le parc nucléaire dans les meilleurs délais. Il conditionne ce démarrage à l'apporbation de la NRA, institution indépendante créée après l'Accident nucléaire de Fukushima qui édicte les nouvelles normes de sécurité. Les dossiers de demande de réouverture concerne alors une douzaine de réacteurs sur six centrales, dont examen complet pourrait durer « six mois pour chaque réacteur », selon le président de la NRA. Le plus difficile pour les opérateurs semble d'obtenir l’accord des autorités locales mais un sondage publié par le journal Yomiuri shinbun au début janvier 2013 révèle que seuls 18 % des maires des communes japonaises qui abritent des réacteurs nucléaires sont opposés à leur redémarrage.
Le nouveau ministre japonais de l’Industrie, Toshimitsu Motegi, estime possible une relance des réacteurs nucléaires sur l’archipel dès l'automne 2013. Le 1er janvier, le nouveau premier ministre Shinzō Abe déclare même envisager la construction de nouveaux réacteurs nucléaires.
Le 11 avril 2014, le Conseil des ministres japonais adopte le plan énergétique du pays qui reconnait le nucléaire comme « une ressource de base importante » et met fin officiellement au projet « zéro nucléaire » du précédent gouvernement ; les réacteurs seront remis en marche dès qu'ils auront été jugés sûrs par l'autorité de régulation du secteur ; aucun calendrier n'est fourni, et aucun objectif chiffré de mix énergétique.
Le 9 juillet 2014, 2 des 48 réacteurs nucléaires du Japon, les réacteurs Sendai 1 et 2, entrent dans l'avant-dernière étape de certification de leur sûreté avec l'approbation par l'Autorité de régulation nucléaire ; il faut cependant encore obtenir l'accord des autorités politiques locales. Cet accord a été donné fin octobre par le conseil municipal de Satsumasendai puis par l’assemblée provinciale et finalement le 7 novembre 2014 par la préfecture de Kagoshima, ouvrant la voie à la remise en service au premier trimestre 2015 de ces deux premières unités conformes aux normes durcies depuis l'accident de Fukushima en 2011. À chacune de ces étapes, les élus de la zone ont souligné la morosité économique qui a suivi l’arrêt des réacteurs de la région ; les prix de l’électricité ont bondi, comme partout dans le pays, depuis l’arrêt des centrales et des emplois ont été perdus près des sites ; mais l’interruption a surtout privé les villes établies près des réacteurs des généreuses « subventions » distribuées traditionnellement par les électriciens pour amadouer les opinions publiques.
En 2015, le gouvernement précise ses ambitions. Il souhaite que la production nucléaire couvre de 20 à 22  % de la production d'électricité à l'horizon 2030, alors qu'avant l’accident de Fukushima, le Japon envisageait de faire passer la part du nucléaire à 50  % de sa production d'électricité, contre 29 % avant 2011. Pour parvenir à son nouvel objectif, le Japon va devoir développer ses énergies renouvelables, en faisant grimper la part du solaire, de l'éolien et de l'hydroélectricité de 10  % en 2014 à 22-24  % de la production électrique à l’horizon 2030.

#### Chronologie du redémarrage du nucléaire
En fin 2014, il est évident que les objectifs de Shinzō Abe ont été optimistes : le redémarrage des réacteurs japonais ne sera ni massif et ni rapide. Seuls 5 ou 6 réacteurs pourraient être opérationnels en 2015, du fait de la méticulosité des contrôles de la NRA et de l'extrême rigueur des nouveaux standards de sûreté. Les analystes divisent dès lors grossièrement le parc japonais en quatre groupes de réacteurs : 
- une douzaine devraient voir la NRA valider sans encombre leur redémarrage en 2015 et 2016 ;
- une douzaine d'autres effectueront les travaux nécessaires à une relance, mais devront batailler plus longuement pour convaincre les autorités de sûreté ;
- pour un troisième groupe, les électriciens s'interrogeront sur la pertinence économique de coûteux travaux de mise à niveau de leurs sites et se heurteront aux réticences du régulateur ;
- enfin, une quinzaine de tranches sont déjà semble-t-il définitivement condamnées au regard de la NRA. Plusieurs électriciens, comme la Compagnie d'électricité du Kansai ou celle de Chūgoku, ont d'ailleurs commencé à envisager publiquement, eux-mêmes, le démantèlement de leurs réacteurs les plus obsolètes[33].

Le 17 décembre 2014, la Commission de réglementation de l'énergie nucléaire japonaise (NRA) déclare les unités 3 et 4 de la centrale nucléaire de Takahama conformes aux nouvelles exigences techniques légales : les deux réacteurs vont pouvoir redémarrer courant 2015. Mais un juge de la région ordonne alors à la société Compagnie d'électricité du Kansai de renoncer à redémarrer ces deux réacteurs de Takahama, estimant les nouveaux critères de sûreté fixés par la Commission de réglementation de l'énergie nucléaire insuffisamment rigoureux ; la Compagnie du Kansai fait appel, mais ce redémarrage est repoussé de plusieurs mois.
Le 22 avril 2015, un autre juge va se prononcer sur le redémarrage de la centrale nucléaire de Sendai appartenant à la Compagnie d'électricité de Kyushu. Ce juge rejette l'ultime recours : les deux tranches de la centrale de Sendai pourront donc redémarrer. En mai 2015, la Commission de réglementation de l'énergie nucléaire donne son autorisation définitive au rallumage des tranches 1 et 2 de la centrale de Sendai exploitée par la Compagnie d'électricité de Kyushu, au sud-ouest du pays, qui respectent désormais totalement les standards de sécurité très stricts édictés après la catastrophe de Fukushima en 2011. Les électriciens japonais espèrent pouvoir redémarrer une vingtaine de réacteurs sur les 48 que compte encore le Japon. Selon un sondage réalisé par le quotidien Mainichi Shimbun auprès de 1 000 personnes, 57  % sont contre la relance de Sendai et 30  % la soutiennent.
En juillet 2015, le chargement du combustible est achevé à la centrale nucléaire de Sendai 1. Il redémarre le 11 août 2015 et est suivi par l'unité 2 le 1er novembre 2015. L'Autorité de réglementation nucléaire japonaise approuve le redémarrage d'Ikata 3 qui a lieu le 19 avril 2016, ce réacteur est le cinquième à recevoir l'autorisation de redémarrer. La tranche 4 de la centrale nucléaire de Takahama redémarre en mai 2017 et la tranche 3 en juin 2017. En février 2016, la Kansai Electric Power redémarre les unités 3 et 4 de la centrale de Takahama.
Le 12 août 2016, la Compagnie électrique de Shikoku redémarre  le réacteur numéro 3 de sa centrale nucléaire d'Ikata. Le think tank japonais IEEJ, spécialisé sur l'énergie, table sur un redémarrage de dix-neuf réacteurs d'ici mars 2018.
Le 28 mars 2017, la Haute Cour d'Osaka a levé l'ordre d'arrêt des unités 3 et 4 de la centrale de Takahama émis en mars 2016 pour des raisons de sûreté ; ces deux réacteurs vont pouvoir redémarrer, portant à cinq le nombre de réacteurs nucléaires en fonctionnement. Le réacteur Takahama 3 a redémarré le 6 juin 2017, moins d'un mois après Takahama 4. Il fonctionne en partie au combustible recyclé Mox, produit par Areva.
En octobre 2017, la NRA accorde un avis favorable au redémarrage de deux tranches de la centrale TEPCO de Kashiwazaki-Kariwa, estimant que le groupe a adapté son site aux nouveaux standards de sécurité mis en place après la catastrophe de 2011. Néanmoins l'électricien pourrait devoir encore batailler pendant plusieurs années pour obtenir l'aval du gouverneur de la préfecture. L'accord définitif de la NRA a été publié le 27 décembre 2017 ; la centrale de Kashiwazaki-Kariwa, située sur la côte de la mer du Japon et dotée de sept réacteurs, est la plus puissante du pays ; la semaine précédente, Kansai Electric Power a renoncé à solliciter la prolongation en 2019 de deux réacteurs vieillissants de sa centrale d'Ōi.
En mars 2018, le réacteur Genkai 3 redémarre ; Genkai 4 devrait redémarrer en mai 2018 ; le réacteur Genkai 2, à l'arrêt, aura 40 ans en 2021 ; la Compagnie d'électricité de Kyushu exploitant la centrale de Genkai, n'a pas encore décidé si elle comptait investir pour prolonger son exploitation ; sinon, le maire de la ville demande la construction d'un nouveau réacteur.
En mai 2018, l'unité 4 de la centrale d'Ōi redémarre, portant ainsi à huit le nombre de réacteurs en exploitation. Selon l'AIEA, l’atome a produit en 2017 un peu moins de 4 % de l’électricité de l’archipel.
En octobre 2018, la NRA autorise le redémarrage du réacteur Tōkai 2 ; une demande d’extension de sa durée d’exploitation a été déposée auprès de la NRA et doit être validée avant novembre prochain, date à laquelle le réacteur atteindra 40 années d'exploitation. Tōkai 2 est le troisième réacteur à eau bouillante à valider les examens de la NRA après Kashiwazaki-Kariwa 6 et 7. Début octobre 2018, 9 réacteurs japonais ont déjà été reconnectés au réseau.
Le 11 novembre 2020, le réacteur 2 de la centrale d'Onagawa, située à 340 kilomètres au nord de Tokyo, obtient son autorisation finale de redémarrage, avec le soutien des autorités régionales ; il avait déjà été autorisé à redémarrer par les autorités de sûreté nucléaire après s’être conformé à de nouvelles normes de sécurité imposées après la catastrophe de Fukushima. C'est le premier des réacteurs ayant été endommagés par le séisme et le tsunami de 2011 qui obtient l'autorisation de redémarrer. La Compagnie électrique Tōhoku vise un redémarrage en mars 2023, après avoir pris des mesures de sécurité supplémentaires.
Le 23 juin 2021, la Compagnie du Kansai remet en service le réacteur numéro 3 de sa centrale nucléaire de Mihama. C'est le premier réacteur de plus de 40 ans à être réactivé dans l'archipel. Kepco, qui a dépensé une forte somme pour remettre à niveau ce réacteur mis en service en 1976, avait obtenu une approbation de la NRA en 2016 avant de décrocher, au printemps dernier, le feu vert des autorités locales. L'autorité de sûreté a validé le rallumage de 17 réacteurs (la tranche 2 de la centrale nucléaire de Shimane a été approuvée le 23 juin 2021) sur les 33 que les électriciens espèrent exploiter, mais seulement dix sont, de fait, aujourd'hui en activité, alors que le Japon a besoin de produire de l'électricité dans au moins 25 réacteurs pour tenir ses nouveaux objectifs de décarbonation. Le réacteur Mihama-3 a, par ailleurs, obtenu la première autorisation, pour un réacteur japonais, d’être exploité jusqu’à ses 60 ans. Les réacteurs Takahama 1 et 2, dont le démarrage est prévu prochainement, bénéficient de cette même autorisation.
Fin décembre 2023, la NRA approuve la reprise de l'exploitation des unités 6 et 7 de la centrale nucléaire de Kashiwazaki-Kariwa, la plus grande du monde (8,2 GW), puis l'Agence internationale de l'énergie atomique (AIEA) effectue une mission de contrôle en mars 2024 pour confirmer la sécurité du site. Tepco a dépensé plus de 8 milliards d'euros dans ses travaux de modernisation et de sécurisation de la centrale, dont des digues de 15 mètres de haut au-dessus du niveau de la mer et un réservoir pouvant contenir l'équivalent de 30 piscines olympiques, mobilisable, en cas d'urgence, pour aider à refroidir les réacteurs. Le 15 avril 2024, alors que seuls 12 réacteurs ont été rallumés sur les 25 ayant engagé des dossiers de redémarrage auprès de la NRA, cette dernière autorise Tepco à charger en combustible le réacteur n°7. Tepco commence ce chargement le jour même. Les conseils municipaux des communes de Kashiwazaki et de Kariwa ont déjà validé la relance de la centrale, fin mars 2024, mais le gouverneur de la préfecture de Niigata refuse toujours d'autoriser le rallumage, estimant que l'État et Tepco n'ont pas su définir de voies d'évacuation sûres en cas de tremblement de terre majeur. 

#### Évolution de la production nucléaire
En 2023, les centrales nucléaires japonaises ont produit 84 055 GWh, soit 8,5 % de la production d'électricité du pays.
L'Energy Institute estime la production d'électricité nucléaire du Japon à 77,5 TWh, soit 7,6 % de son électricité et 2,8 % de la production mondiale, au 7e rang mondial, derrière les États-Unis (29,8 %), la Chine (15,9 %), la France (12,4 %), la Russie (7,9 %), la Corée du sud (6,6 %) et le Canada (3,3 %). Cette production a augmenté de 49,6 % en 2023.
| Année | Prod. (GWh) | Évolution | Part prod.élec. |
| 2009  | 279 750     |           | 25,7 %          |
| 2010  | 288 230     | +3 %      | 24,6 %          |
| 2011  | 101 761     | -65 %     | 9,2 %           |
| 2012  | 15 939      | -84 %     | 1,5 %           |
| 2013  | 9 302       | -42 %     | 0,8 %           |
| 2014  | 0           | -100 %    | 0               |
| 2015  | 9 437       | ns        | 0,9 %           |
| 2016  | 18 059      | +91 %     | 1,7 %           |
| 2017  | 32 911      | +82 %     | 3,1 %           |
| 2018  | 64 929      | +97 %     | 6,1 %           |
| 2019  | 63 778      | -1,8 %    | 6,1 %           |
| 2020  | 38 751      | -39 %     | 3,8 %           |
| 2021  | 70 805      | +83 %     | 7,0 %           |
| 2022  | 56 070      | -21 %     | 5,5 %           |
| 2023  | 84 055      | +50 %     | 8,5 %           |

#### Nouvelles centrales nucléaires
Le 3 juillet 2018, le ministère de l'Industrie (METI) a dévoilé  le cadre de sa future politique énergétique : les centrales nucléaires devraient produire au moins 20 % de l'électricité du pays d'ici 2030. Il n'a pas évoqué la mise en chantier de nouveaux réacteurs, pourtant déjà demandée par certains électriciens nippons : Tepco a ainsi annoncé qu'il allait reprendre des études géologiques, initiées avant la crise de 2011, dans une préfecture du nord de l'Archipel en vue de lancer, dans les années 2020, la construction de deux nouveaux réacteurs. Il s'agit du projet de centrale Higashidori-TEPCO, composée d’un unique réacteur ABWR, qui devait initialement démarrer en mars 2017, mais avait été gelé après Fukushima ; la centrale d’Higashidori-TEPCO se situe sur un site voisin d’une autre centrale construite en 2005 et détenue par Tohoku EPCO (Higashidori-Tohoku EPCO). Selon certaines études, cette dernière se situerait sur une faille géologique, ce qui fait craindre un risque sismique. TEPCO prévoit par conséquent de creuser un tunnel de 2 km de long afin de vérifier la présence et la structure de cette faille.
Les chantiers des trois réacteurs, Ôma et Higashidori à Aomori ainsi que Shimane-3 dans la préfecture éponyme, qui étaient engagés en 2011, sont toujours à l’arrêt en 2022. Si la prolongation de la durée d’exploitation ne pouvait être étendue à davantage de réacteurs, et sans nouveau projet de construction, moins de cinq tranches pourraient être en exploitation à l'horizon 2050.
Le 24 août 2022, le Premier ministre Fumio Kishida annonce le lancement d'une réflexion sur la construction éventuelle de « réacteurs nucléaires de nouvelle génération », alors que son prédécesseur Yoshihide Suga assurait qu'aucun nouveau réacteur ne serait construit dans l'Archipel. L'exploitation commerciale de ces nouveaux réacteurs pourrait débuter dans les années 2030. Fumio Kishida souhaite accélérer le redémarrage des réacteurs existants : sur 33 réacteurs théoriquement opérables, 17 ont obtenu le feu vert de l'autorité de régulation nucléaire (NRA) mais seuls 10 ont effectivement relancé leur activité, du fait de la résistance des collectivités locales. Le gouvernement va s'efforcer de faire tout ce qui est nécessaire pour faire redémarrer dès que possible les autres réacteurs anciens ayant obtenu les autorisations du régulateur. Il espère redémarrer les sept autres réacteurs ayant eu le feu vert de la NRA d'ici à l'été 2023. Il envisage aussi de prolonger la durée de vie des centrales existantes.

### Hydroélectricité
Fin 2022, la puissance installée des centrales hydroélectriques du Japon atteint 49,6 GW, au 7e rang mondial avec 3,6 % du total mondial, loin derrière la Chine (414,8 GW ; 29,7 %), le Brésil (7,9 %) et les États-Unis (7,3 %). Plus de la moitié de ce parc est composée de centrales de pompage-turbinage d'une puissance cumulée de 27,5 GW, au 2e rang mondial avec 15,7 % du total mondial, derrière la Chine (44,7 GW ; 25,6 %) et devant les États-Unis (12,6 %). La puissance installée de la petite hydraulique était fin 2011 de 3,5 GW (soit alors 12,5 % de la puissance conventionnelle totale).
En 2013, le potentiel hydroélectrique techniquement exploitable du Japon a été estimé par le Conseil mondial de l'énergie à 136,5 TWh/an. La plupart des sites favorables à l'installation de centrales de grande taille ont été équipés ; les projets importants en cours ou envisagés sont des centrales de pompage-turbinage. Le potentiel technique de la petite hydraulique est estimé à 47 TWh/an.
Quant à la production réalisée, elle s'est élevée à 86,1 TWh en 2023, soit 8,8 % de la production d'électricité du pays. Elle se classe au 8e rang mondial avec 2,2 % de la production mondiale, loin derrière la Chine (30,7 %).

### Autres énergies renouvelables
Le potentiel d'énergie renouvelable du pays est estimé par les experts les plus optimistes, comme Benjamin K. Sovacool (en), comme atteignant « un potentiel accessible de 324 GW, sous la forme d'éoliennes terrestres et off-shores (222 GW), de géothermie (70 GW), d'hydroélectricité complémentaire (26,5 GW), de photovoltaïque (4,8 GW) et de biomasse agricole (1,1 GW) ».

#### Énergie éolienne

##### Relance timide après Fukushima
Une des conséquences majeure de l'accident de Fukushima a été l’intérêt nouveau porté aux énergies renouvelables, notamment dans l'opinion publique. En mai 2011, le gouvernement annonce un objectif, pour le début des années 2020, de 20 % production d'électricité nationale à partir d'énergies renouvelables. En août 2011, le gouvernement vote une loi en faveur de la transition énergétique, entrant en vigueur le 1er juillet 2012, qui met en place des tarifs d'achats préférentiels pour l'électricité « verte ».
En septembre 2011, les 1 807 éoliennes du Japon représentaient une puissance installée totale de 2 440 MW. Le manque de sites favorables (vent régulier, proximité du réseau électrique, hors des zones urbanisées ou protégées) et la préférence des opérateurs électriques pour les centrales à combustibles fossiles ou nucléaires avaient freinés le développement de l'éolien au Japon.
L'abandon du nucléaire aurait pu doper la croissance du parc éolien, mais la décision en octobre 2012 du ministère de l'Écologie de mettre en place un programme d'estimation des impacts environnementaux (EIA - Environment Impact Assessment) de l'éolien, afin de mieux réguler le secteur, freine le développement du parc. En effet, le système d'évaluation des impacts environnementaux est extrêmement complexe : il requiert 4 à 5 années de procédures. L'industrie dénonce une manque de clarté et de coordination entre les différentes administrations concernées. Tous les projets de plus de 7,5 MW doivent solliciter le permis EIA et dépenser des millions avant de savoir, après plusieurs années, s'ils seront éligibles au tarif garanti.
En 2011, la ferme éolienne de Shin Izumo était la plus grande du Japon, avec 26 turbines d'une puissance totale de 78 MW. Celle de Mutsu, près de Kyoto, l'a dépassée avec 148 MW.

##### Production et puissance installée
La puissance installée éolienne du Japon atteint 5 214 MW fin 2023 (dont 188 MW en mer), au 3e rang en Asie et au 22e rang mondial, soit 1,0 % du total asiatique, loin derrière la Chine (441 100 MW) et l'Inde (44 736 MW). Les nouvelles installations en 2023 ont atteint 634 MW (+13,6 %), dont 62 MW en mer.
En 2023, avec une puissance installée de 5,23 GW et une production de 10 TWh, le Japon se classe respectivement aux 21e et 27e rang mondial. Ce classement contraste avec celui de la production totale d'électricité, qui positionne le pays au 5e rang mondial.
| Année | P. installée (MW) | Production (GWh) | Part prod.élec. |
| 2001  | 135               | 252              | 0,05 %          |
| 2002  | 302               | 414              | 0,06 %          |
| 2003  | 338               | 832              | 0,08 %          |
| 2004  | 580               | 1 309            | 0,10 %          |
| 2005  | 1 049             | 1 751            | 0,16 %          |
| 2006  | 1 309             | 2 168            | 0,19 %          |
| 2007  | 1 538             | 2 614            | 0,23 %          |
| 2008  | 2 880             | 2 942            | 0,27 %          |
| 2009  | 2 085             | 2 658            | 0,24 %          |
| 2010  | 2 304             | 3 543            | 0,30 %          |
| 2011  | 2 536             | 4 676            | 0,42 %          |
| 2012  | 2 614             | 4 838            | 0,44 %          |
| 2013  | 2 669             | 5 186            | 0,47 %          |
| 2014  | 2 794             | 5 217            | 0,48 %          |
| 2015  | 3 038             | 5 580            | 0,53 %          |
| 2016  | 3 234             | 6 165            | 0,58 %          |
| 2017  | 3 399.            | 6 489            | 0,60 %          |
| 2018  | 3 652             | 7 481            | 0,70 %          |
| 2019  | 3 921             | 7 617            | 0,73 %          |
| 2020  | 4 373             | 8 969            | 0,88 %          |
| 2021  | 4 575             | 9 412            | 0,90 %          |
| 2022  | 4 664             | 9 297            | 0,91 %          |
| 2023  | 5 214             | 10 592           | 1,08 %          |

##### Principaux parcs éoliens

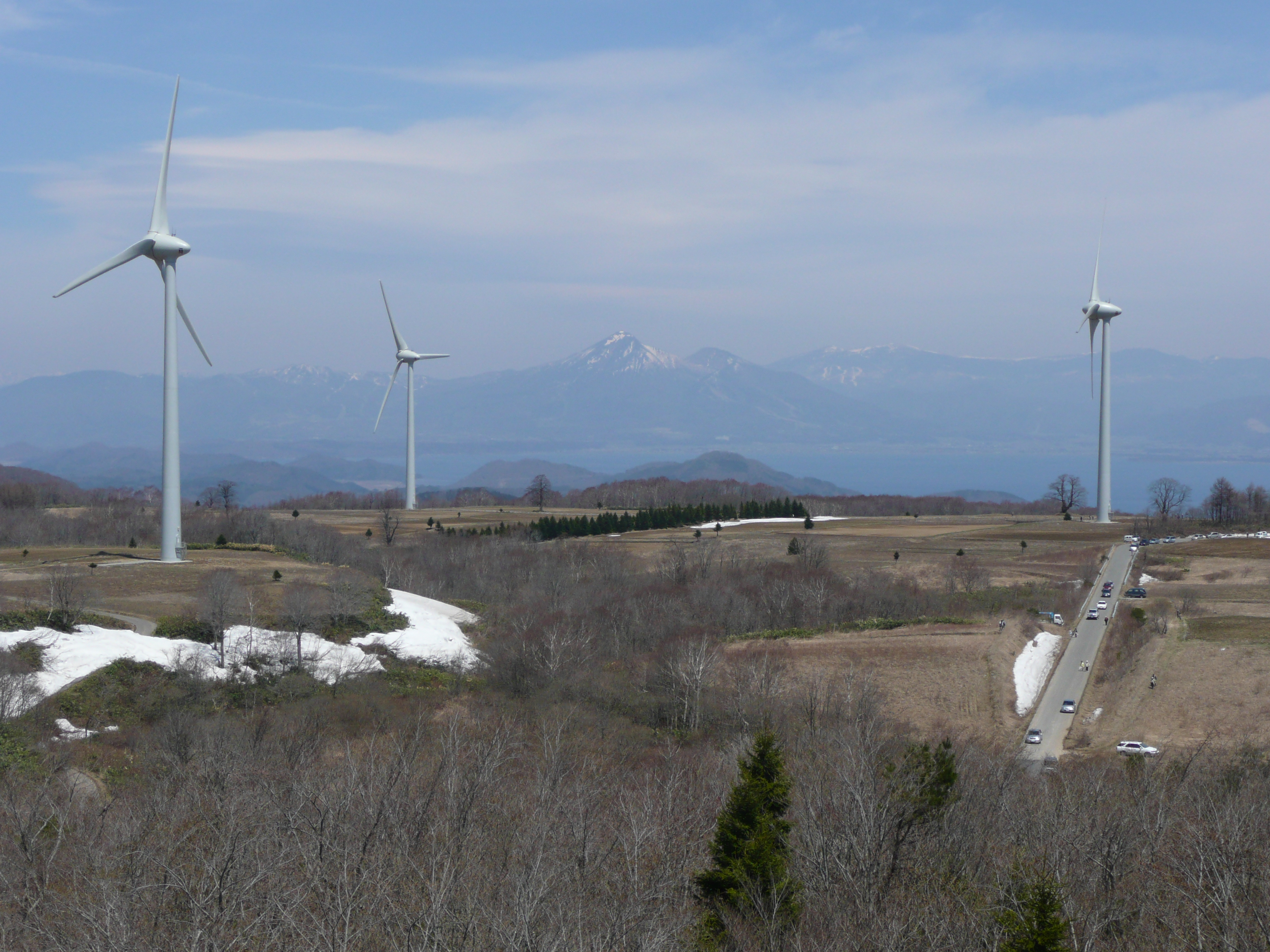
Ferme éolienne du Plateau de Nunobiki, une des plus importantes au Japon : 69 MW pour 33 éoliennes.
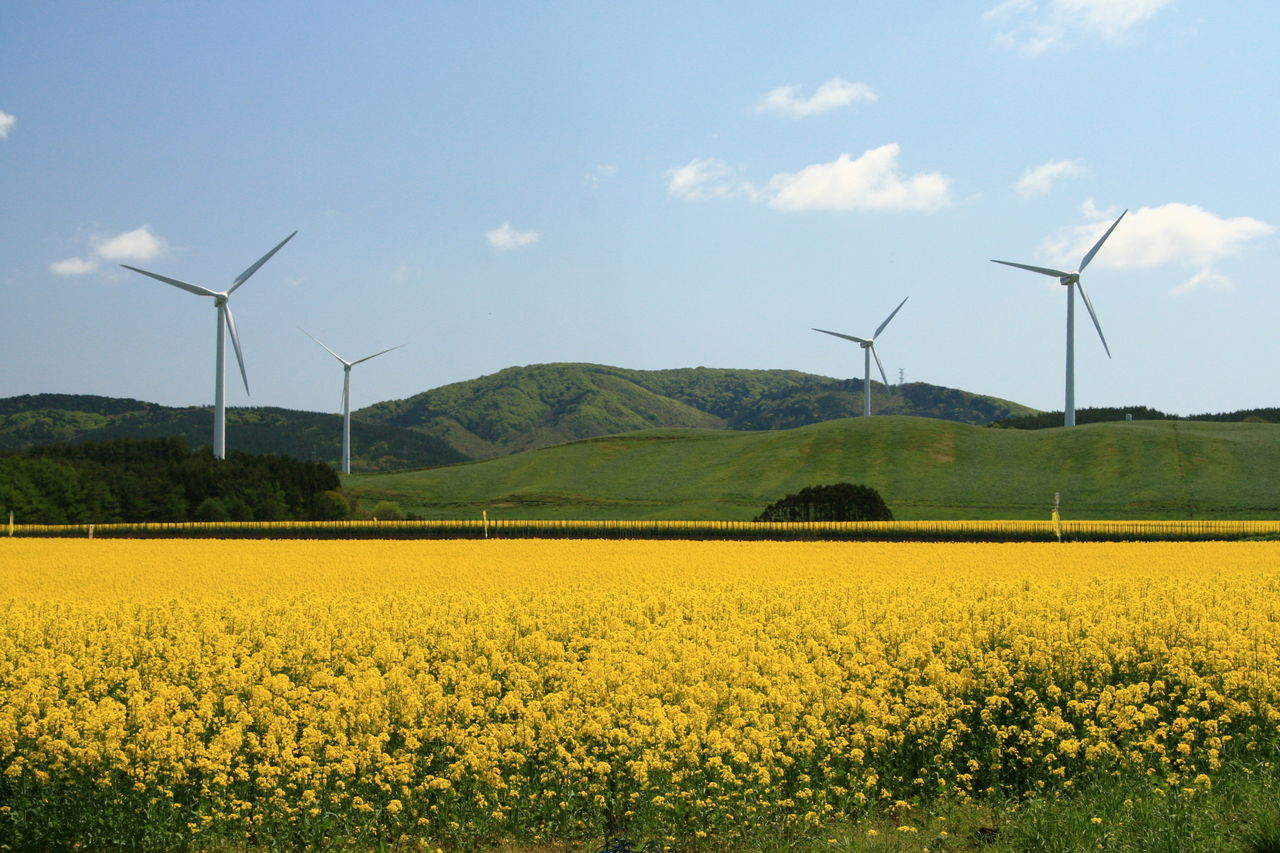
Ferme éolienne de Yokohama.

En février 2017, la base de données The WindPower recense 233 parcs éoliens japonais totalisant 2 678 MW en février 2017 ; on note la taille souvent modeste des parcs en fonctionnement, rarement supérieure à 30 MW ; par contre, les projets en mer ont des tailles de plusieurs centaines de mégawatts et dépassent parfois 1 000 MW Une liste de 260 parcs éoliens japonais en fonctionnement ou en projet est consultable.

##### Éolien en mer
Bien que disposant de longues côtes, le Japon a peu de fonds marins de faible profondeur, c'est-à-dire de moins de 50 m de profondeur. L'éolien en mer ne peut se développer qu'avec des éoliennes flottantes.
Dès septembre 2011, le Japon planifie la construction un parc éolien flottant pilote, doté de six turbines de 2 MW, au large de la côte de Fukushima. La phase d'évaluation doit durer jusqu'en 2016 et devrait aboutir à la construction de 80 éoliennes flottantes au large de Fukushima d'ici 2020. Le projet commence avec une installation expérimentale de 2 MW en 2013, puis 2 éoliennes de 7 MW en 2015. Le gouvernement japonais fait alors de l’éolien offshore l’une des pierres angulaires de sa stratégie dans les énergies renouvelables. En effet, les promoteurs de l'éolien offshore estiment alors le potentiel du pays à 1 600 GW,. Le 12 juillet 2013, le chantier démarre avec l’ancrage des chaînes géantes qui relieront les éoliennes par 200 mètres de fond. Le projet prend de l'ampleur : d’ici 2020, pas moins de 143 éoliennes sont censées produire 1 GW d'électricité, soit deux fois plus que le plus grand champ éolien offshore d'alors. Une turbine de 2 MW est mise en service en 2013, une de 5 MW en 2014 et 7 MW en 2015. Mais, en 2020, sept ans après l'installation de la première éolienne flottante, le gouvernement japonais se retire du projet.
Ainsi, bien que les premiers projets pilotes de l'éolien en mer japonais datent de 2003, en 2020, aucun projet d'envergure n'a été réalisé. Le premier tarif d'achat garanti pour l'éolien en mer a été créé en mars 2014 (36 yen/kWh, soit 0,28 €/kWh). Bien que ce prix soit le plus élevé au monde, le Japon n'a installé jusqu'à fin 2019 que 65,6 MW, dont 5 turbines flottantes totalisant 19 MW. En janvier 2020, 14,8 GW de projets éoliens en mer ont engagé la procédure d'évaluation des impacts environnementaux ; la plupart sont sur la côte ouest. De premiers accords ont été signés avec des développeurs tels qu'Ørsted et des fabricants comme Vestas. L'industrie a proposé au gouvernement un objectif 2030 de 10 GW.
La procédure d'évaluation des impacts a été assouplie en faveur de l'éolien off-shore. En 2017, la réglementation sur les ports a été modifiée pour faciliter l'installation d'éoliennes dans les zones portuaires. En 2019, le gouvernement délimite 11 zones de promotion de l'éolien en mer. Le gouvernement a aussi lancé en 2020 des études d'impact environnemental pour 36 projets d'éolien en mer qui représenteraient, s'ils étaient tous validés, une capacité totale de 15 GW.
Quatre des 11 zones de promotion de l'éolien en mer (Goto dans la préfecture de Nagasaki, Choshi dans celle de Chiba, Yurihonjo et Noshiro dans celle d'Akita) ont été désignées comme des zones prometteuses dont les habitants ont accepté de coopérer aux projets. Le site prioritaire est celui Goto. En juillet 2020, le gouvernement lance un premier appel d'offres public pour la construction d'un site commercial d'éoliennes flottantes d'une capacité totale de 21 MW. Seules les « sociétés nationales » pourront faire une offre, le Japon s'inquiétant de risques d'espionnage chinois.
Un autre projet du Ministère de l'Environnement s'oriente vers une technologie d'éolienne flottante à bas coût. Depuis août 2012, un démonstrateur de 100 kW (pales de 22 m de diamètre) est testé à 1 km de la côte de l'île de Kabajima dans la Préfecture de Nagasaki.
Le Japon a installé 84 MW d'éolien en mer en 2022, portant sa puissance installée éolienne en mer à 136 MW. En décembre 2022, le parc Akita Noshiro Port (140 MW), programmé pour une mise en service complète à la fin de l'année, n'a pu en fait mettre en service que les 84 MW du parc Noshiro Port.
En 2023, le Japon a installé 62 MW d'éolien en mer, portant sa puissance installée éolienne en mer à 188 MW. Le 2ème appel d'offres offshore a sélectionné en décembre 2023 trois projets, dont la mise en service est prévue pour 2029 : Murakami/Tainai, dans la préfecture de Niigata (684 MW) ; Enoshima Saika, dans la préfecture de Nagasaki (420 MW) ; Oga/Katagami/Akita, dans la préfecture d'Akita (315 MW). Le 3ème appel d'offres portera sur la zone du sud de la préfecture d'Aomori (600 MW) et celle de Yuza, préfecture de Yamagata (450 MW). En octobre 2023, le gouvernement a annoncé quatre zones pour des projets de démonstration d'éolien flottant d'environ 30 MW chacun.
Plusieurs projets de parcs éoliens en mer sont en cours de préparation :
- Akita, sur la côte ouest au nord de Honshū : 2 982 MW, 426 turbines[83] ;
- Mitane, un peu plus au nord : 455 MW, 91 turbines[84] ;
- Goto Sakiyama Oki oki Huangdo, au large des Îles Gotō dans la préfecture de Nagasaki : 522 MW[85] ;
- Kitakyūshū Port, au nord de l'île de Kyūshū, dans la préfecture de Fukuoka : 300 MW, 60 turbines[86] ;
- Ibaraki Kashima port, sur la côte est au nord de Tokyo, dans la préfecture d'Ibaraki : deux projets de 125 MW (25 turbines) chacun : Nord (approuvé) et Sud (en projet)[87] ;
- Hirono, au nord de la côte est, dans la préfecture d'Iwate : 200 MW[88] ;
- Murakami Ifuwane, sur la côte ouest dans la préfecture de Niigata : 195 MW, 39 turbines[89].

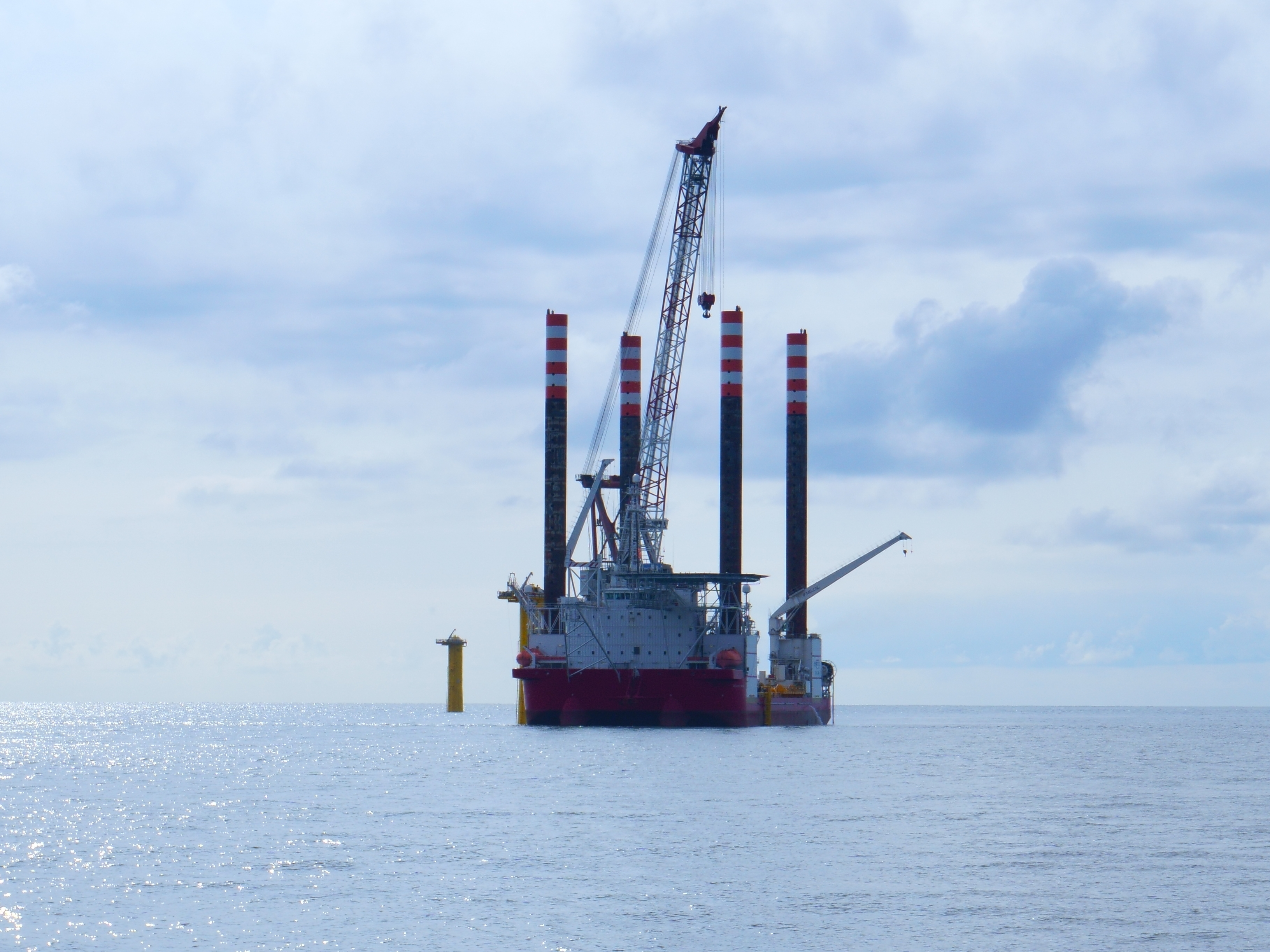
Montage d'une éolienne off-shore au port de Noshiro (Préfecture d'Akita).
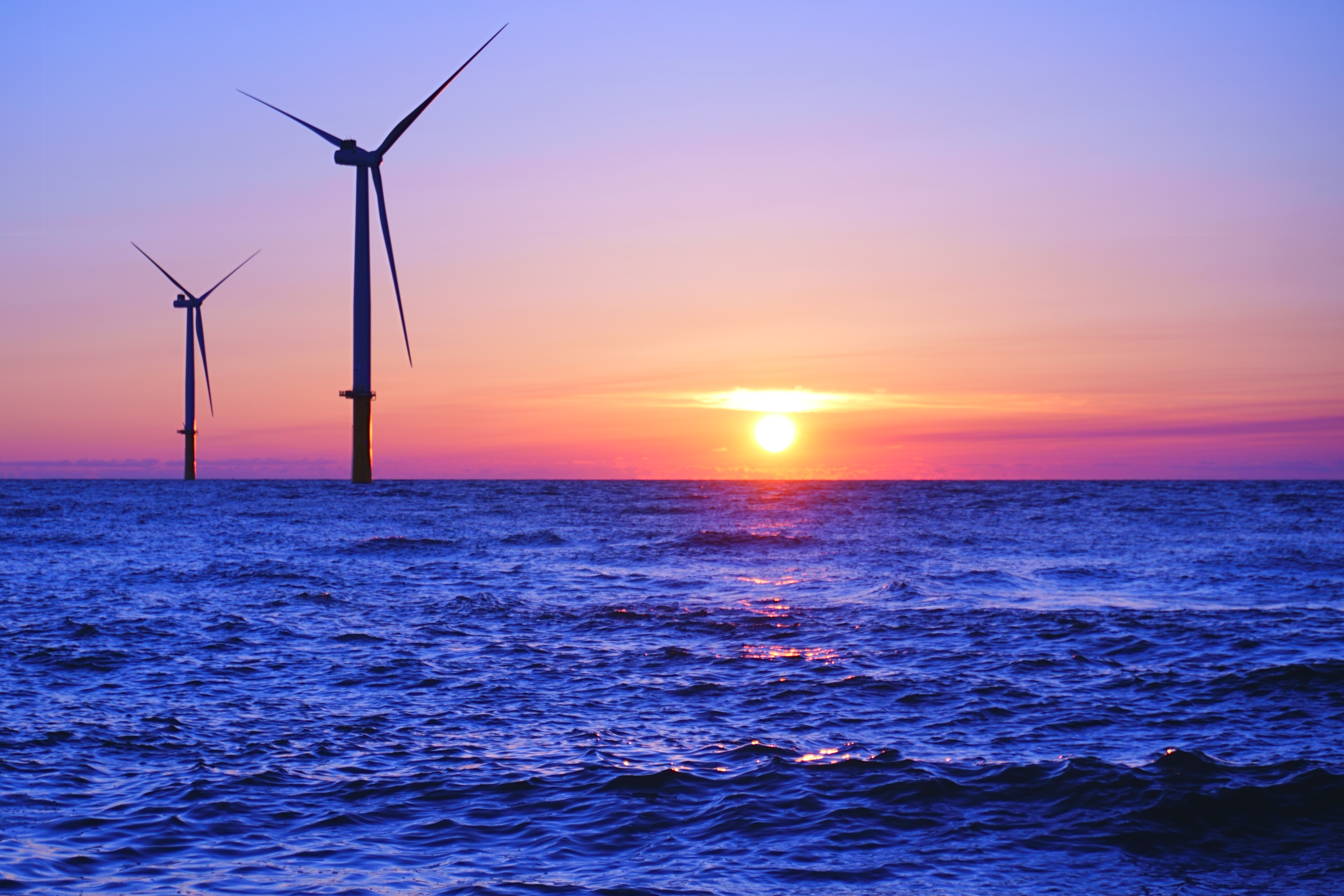
Champ d'éoliennes du port de Noshiro (Préfecture d'Akita).
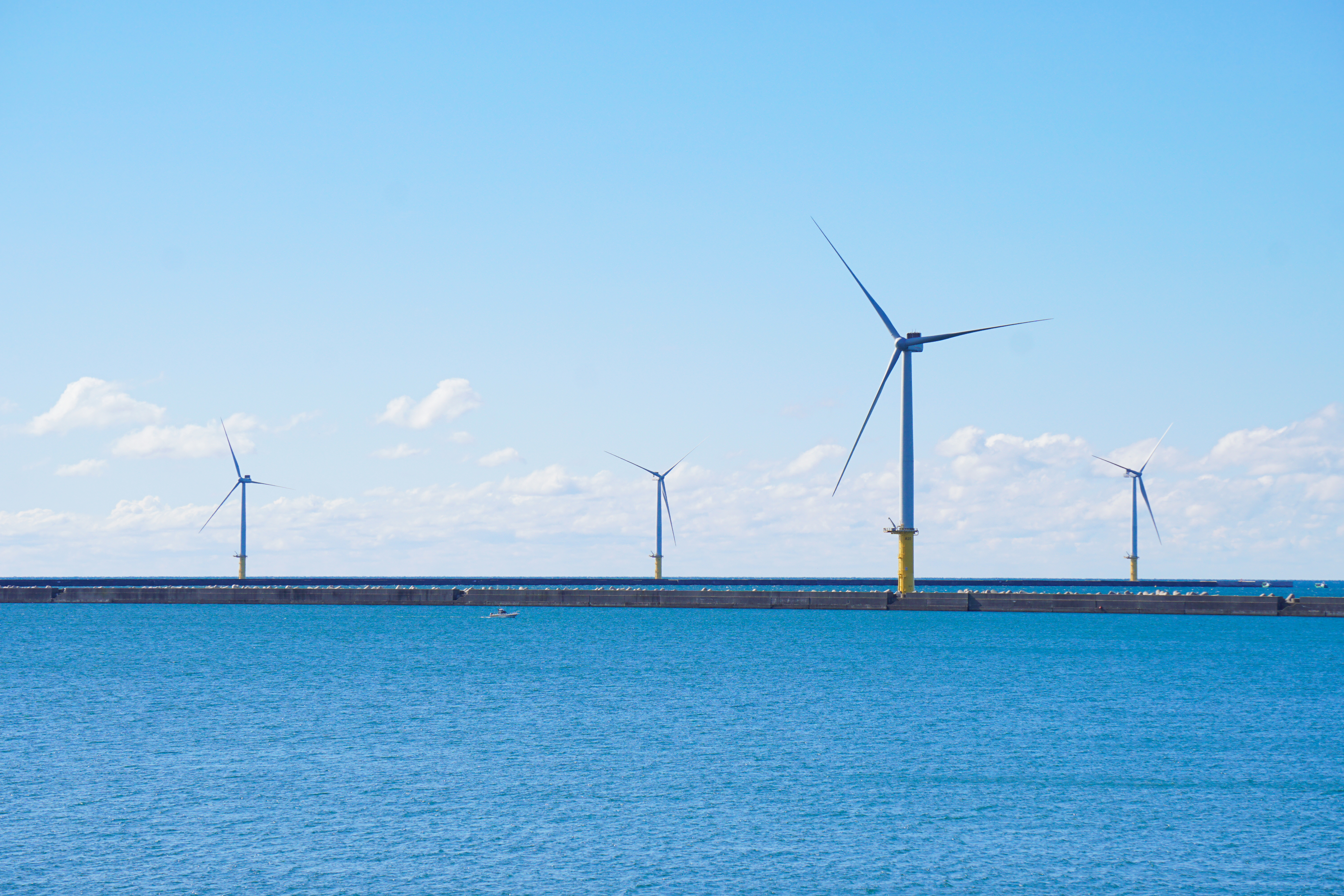
Champ d'éoliennes du port d'Akita (Préfecture d'Akita).

#### Solaire photovoltaïque
L'accident nucléaire de Fukushima a stimulé le développement de l'énergie solaire photovoltaïque. Selon l'Agence internationale de l'énergie, en 2010, la production d'électricité d'origine solaire atteignait 3 543 GWh, soit 0,34 % de la production électrique nationale. En 2015, celle-ci atteint 34 802 GWh, soit 3,3 % de la production. Ainsi, en 5 ans, la production a presque décuplé. En 2020, elle a encore doublé, atteignant 79 086 GWh (7,8 %) et en 2023 : 97 152 GWh (9,9 %).

#### Biomasse
La biomasse est la 3e énergie renouvelable électrogène au Japon, après l'hydroélectricité et le solaire ; elle a fourni 33,46 TWh en 2023, soit 3,4 % de la production totale d'électricité ; cette production a connu une progression de 19 % de 1990 à 2010, puis de 247 % de 2010 à 2023 ; le Japon se classe en 2022 au 6e rang mondial avec 5,4 % du total mondial ; le no 1, la Chine, produit 28,3 % du total mondial. Au sens large, avec les déchets, la biomasse est dominée par sa composante solide (bois, paille,...) : 33,45 TWh en 2023 ; 19,22 TWh sont produits à partir des déchets industriels, 2,21 TWh à partir des déchets municipaux et 0,01 TWh à partir de biogaz.
Le ministère de l'Écologie prévoit d'augmenter la contribution de la biomasse de 4,6 Mtep en 2005 à 8,6 Mtep en 2020, 9 Mtep en 2030 et 10 Mtep en 2050 ; l'utilisation massive de granulés de bois est le principal moyen d'y parvenir : 13,2 Mt de ces granulés devraient être consommés en 2020 et 16,4 Mt en 2050 ; le gouvernement a mis en place en 2012 un système de tarif d'achat EnR, valable également pour les centrales en co-combustion, qui remplace le système "RPS" qui obligeait les compagnies électriques à utiliser les EnR. Sumitomo Forestry a annoncé en mai 2013 son intention de construire pour 2016 la plus grande centrale électrique biomasse du Japon (50 MW) qui alimentera la ville de Hokkaido, et le raffineur pétrolier Showa Shell a annoncé pour fin 2015 une centrale biomasse de 49 MW au sud de Tokyo.
La filière biomasse repose en majeure partie sur la valorisation des résidus de l'industrie du bois, très développée dans ce pays couvert à près de 70 % par les forêts, dont 40 % exploitées industriellement ; en février 2011 a été mise en service la centrale de Kawasaki, dans la région de Kantō, la plus grande centrale 100 % biomasse du pays : 33 MWe, qui consomme 180 000 plaquettes de bois par an.
Les villes génèrent de grandes quantités de déchets valorisables dans les 1900 centres d'incinération dont 190 produisent de l'électricité, avec 1 500 MW de puissance électrique ; par contre, le Japon ne dispose pas de surface disponible pour des cultures destinées à la production de biocarburants ; le Japon compte 61 centrales électriques alimentées par de la biomasse (hors déchets urbains), 10 usines de production de biogaz et 14 centrales bi-combustible charbon-biomasse. La Japan Forestry Agency projette d'utiliser les débris laissés par le tsunami dans la région de Tōhoku ; elle a demandé 300 millions de yens (3,7 millions de dollars) pour subventionner l'achat de machines de broyage par les collectivités locales. Environ 80 % des 25 millions de tonnes de débris seraient du bois.

#### Géothermie

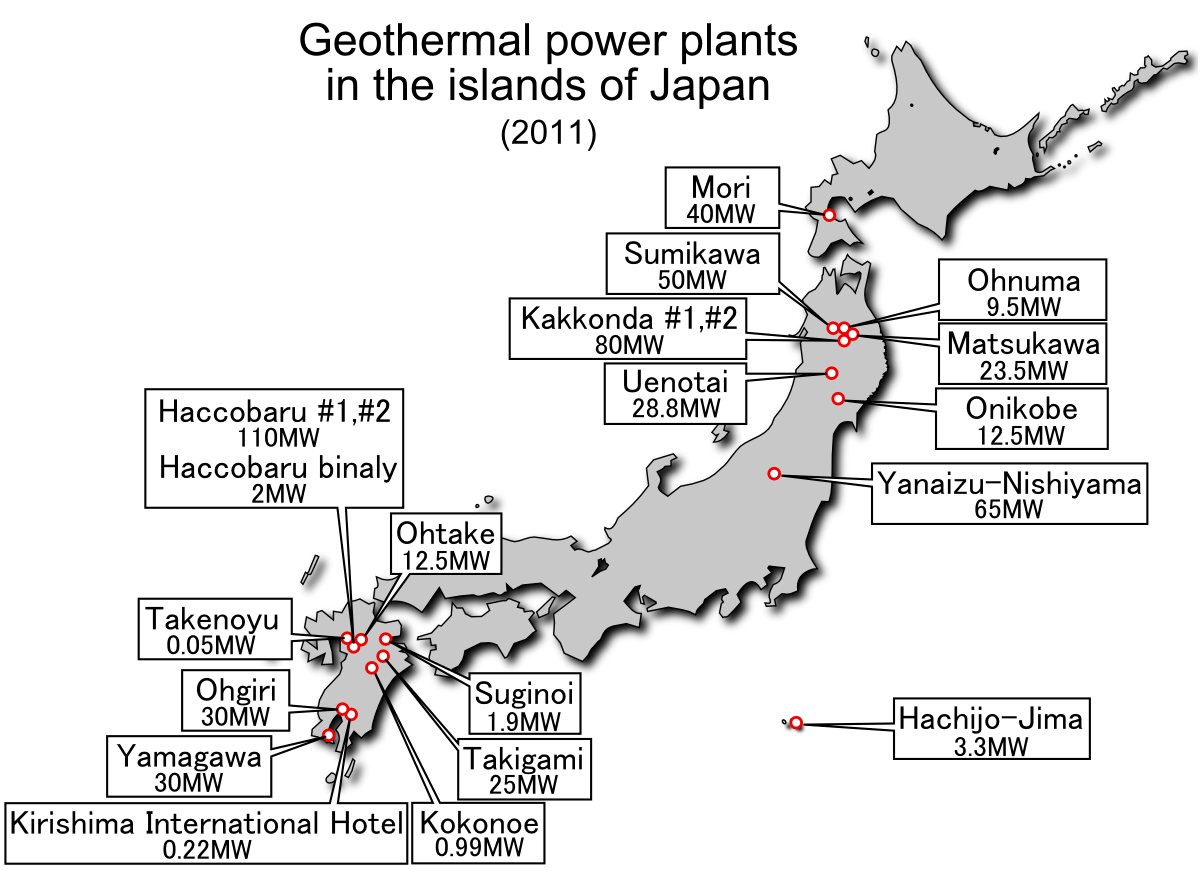
Carte des centrales géothermiques japonaises (juin 2012).

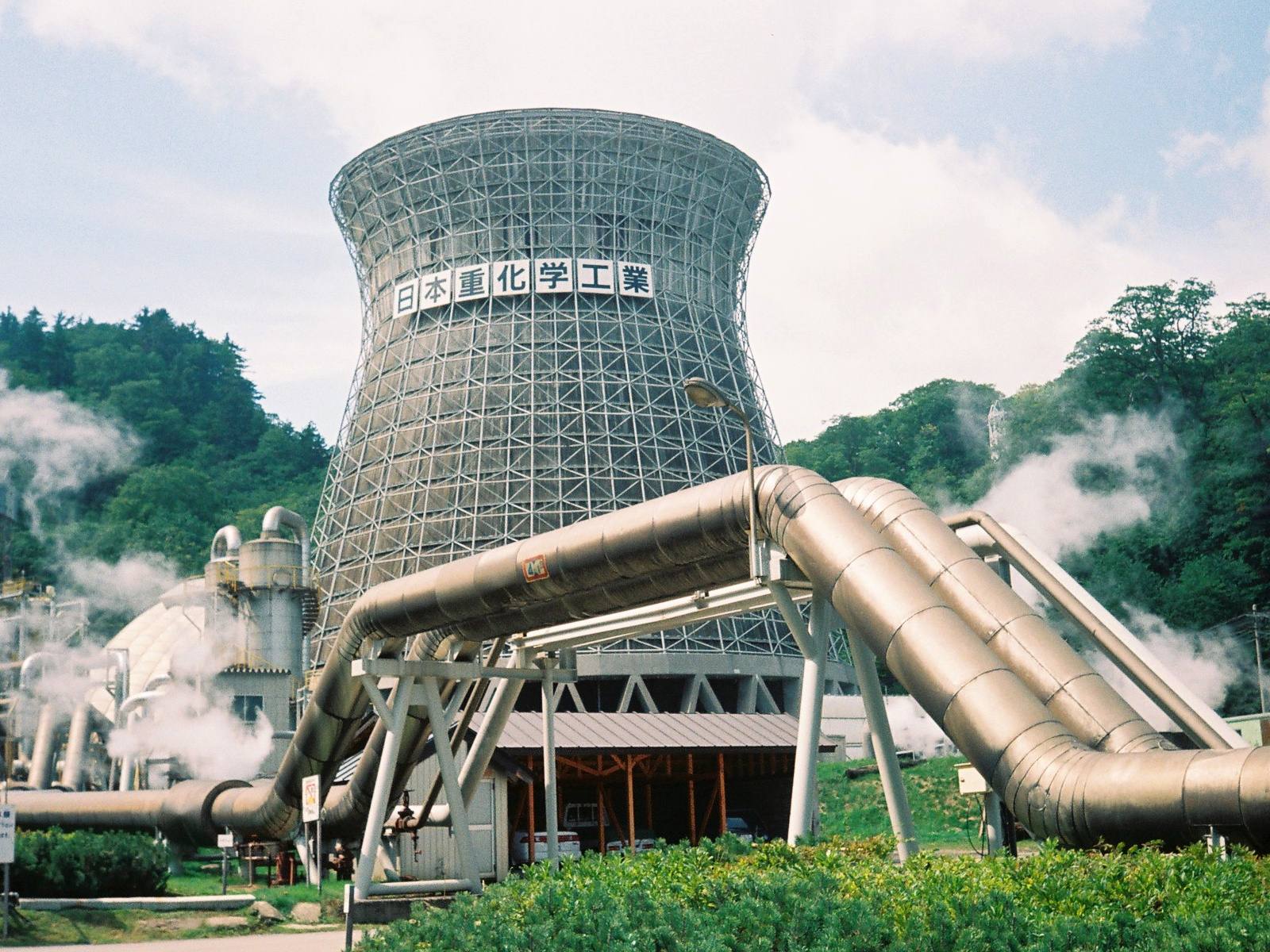
Centrale géothermique de Matsukawa dans la Préfecture d'Iwate (1998).

Le Japon, situé dans l'une des zones volcaniques les plus actives au monde, produit de l'électricité à partir de la géothermie ; en 2009, les 18 centrales géothermiques japonaises produisaient seulement 0,2 % de l'électricité du pays. En 2012, cette part n'a pas varié ; le potentiel est encore peu exploité, mais le principal obstacle est l'existence de parcs nationaux protégés qui concentrent plus de 60 % des sources géothermiques du pays.
Le Japon a produit 3,41 TWh d'électricité d'origine géothermique ; il se classait en 2022 au 10e rang mondial pour la production d'électricité géothermique avec 2,98 TWh, soit 3,1 % du total mondial, loin derrière le no 1 : les États-Unis (19,7 %).
Les premières expérimentations de production d'électricité géothermique au Japon remontent à 1923, mais la production n'a vraiment démarré qu'après la Seconde guerre mondiale ; la puissance totale des centrales géothermiques atteignait 9,5 MW en 1966, 133 MW en 1989 (six centrales), et 535 MW en 2011 ; 7 des 18 centrales géothermiques du pays étaient situées dans la région d'Aso-Kuju, dans l'île méridionale de Kyūshū, avec une puissance de 140 MW, les autres sont dans la Région de Tōhoku (nord de Honshū), principalement dans les préfectures d'Akita et Iwate, ainsi que dans l'île méridionale de Kyūshū, dans les préfectures d'Oita et Kagoshima. Une étude du National Institute of Advanced Industrial Science and Technology en 2008 estime que le Japon se classe au 3e rang mondial pour les ressources géothermiques, derrière l'Indonésie et les États-Unis. Le potentiel est estimé à 23,5 GW, l'équivalent d'une vingtaine de réacteurs nucléaires.

## Transport et distribution

### Réseau électrique

Réseaux de distribution électrique au Japon.

La distribution électrique au Japon est particulière car le pays est divisé, pour des raisons historiques, en deux zones fonctionnant chacune à sa fréquence de courant. L'est du Japon a des réseaux à 50 Hz tandis que l'ouest est à 60 Hz. Les limitations liées aux capacités de conversion d'un réseau à l'autre sont un des goulots d'étranglements des transferts d'électricité et elles génèrent des déséquilibres entre les réseaux,.
L'est du Japon (c'est-à-dire Hokkaidō, le Tōhoku, le Kantō, et l'est du Chūbu) fonctionne à 50 Hz, tandis que l'ouest du Japon (soit la plupart du Chūbu, le Kansai, le Chūgoku, Shikoku et Kyūshū) fonctionne à 60 Hz,. Cette situation date du premier achat des générateurs électriques, de AEG pour Tokyo en 1895, et de General Electric pour Osaka en 1896,.
Cette différence de fréquence segmente le réseau électrique japonais, et la puissance ne peut transiter d'une région à l'autre que par des convertisseurs de fréquence (en) ou des lignes de courant continu haute tension. Les frontières entre les régions sont équipées de 4 sous-stations de convertisseurs de fréquence jumelés, qui sont celle de Shin Shinanoe (en), du barrage de Sakuma (en), de Minami-Fukumitsu (en) et du convertisseur de fréquence de Higashi-Shimizu (en)[réf. nécessaire]. La capacité de conversion entre les deux grilles est de 1,2 GW. Les limitations de ces connexions ont été un des principaux problèmes rencontrés pendant le séisme de 2011, où des black-outs ont été générés par la saturation des convertisseurs de fréquence, ainsi qu'à la suite de  l'accident nucléaire de Fukushima.
Au début des années 2020, quelques projets sont en cours pour améliorer les transferts d'électricité entre les deux régions. En avril 2019, Hitachi ABB HVDC Technologies (Hitachi Energy (en) depuis 2020) a passé une commande pour le projet du convertisseur de fréquence de Higashi-Shimizu (en), destiné à faire passer la puissance transférable entre le Chūbu à 60 Hz et le secteur à 50 Hz de TEPCO, de 1,2  à   3 GW. Chubu Electric Power augmentera la capacité d'interconnexion en portant la puissance de la sous-station de Higashi-Shimizu, de 300  à   900 MW à l'horizon 2027. L'OCCTO (Organization for Cross-regional Coordination of Transmission Operators) supervise les puissances disponibles pour l'interconnexion des différentes compagnies fournissant l'électricité.

### Stockage
Pour un article plus général, voir Pompage-turbinage.
Le Japon s'appuie beaucoup sur le pompage-turbinage pour équilibrer l'offre et la demande sur chacun de ses réseaux. En 2014, le pays dispose de la plus puissante capacité de stockage dans le monde, avec une puissance installée de 27 GW. La Chine lui ravi cependant ce titre quelques années après.

#### Systèmes de stockage d'énergie par batterie
La croissance de la capacité des énergies renouvelables de plus de 30 % en cinq ans (2019-2024) stimule la demande pour les systèmes de stockage d'énergie par batterie (BESS). Plus de la moitié des 2,4 GW attribués lors des enchères de 2024 pour une production d'énergie à faible émission de carbone à long terme ont été remportés par des entreprises étrangères ou des consortiums. Parmi les grands projets figurent plus de 1,37 GW de nouvelle capacité BESS et plus de 6,7 GWh de capacité énergétique approuvés pour 2024. Cette enchère incite au développement des BESS en garantissant le recouvrement des coûts fixes pendant 20 ans. Cependant, la faible volatilité des prix et le plancher tarifaire du marché de l’électricité japonais pourraient limiter la rentabilité des opérateurs BESS, soulignant la nécessité de réformes supplémentaires.

## Consommation
Après un pic de consommation de 1 123,7 PJ en 2010, la consommation électrique nationale diminue continuellement : - 16,2 % en 13 ans ; en 2023, elle atteint 941,2 PJ.
La consommation d'électricité par habitant s'élève en 2023 à 7 569 kWh au Japon, soit 2,2 fois la moyenne mondiale : 3 427 kWh en 2022, et supérieure de 14 % à celle de la France : 6 638 kWh et de 27 % à celle de l'Allemagne : 5 957 kWh, mais inférieure de 42 % à celle des États-Unis : 12 986 kWh. Elle a reculé de 13,8 % par rapport à son pic de 8 776 kWh en 2010.
La répartition par secteur de la consommation finale d'électricité a évolué comme suit :
| Secteur                                      | 1990    | %    | 2000    | %    | 2010    | %    | 2020    | %    | 2022    | % 2022 | var. 2022/1990 |
| Industrie                                    | 1 535,3 | 55,8 | 1 505,6 | 43,0 | 1 363,6 | 36,6 | 1 162,2 | 35,3 | 1 143,2 | 35,0 % | -26 %          |
| Transport                                    | 60,5    | 2,2  | 66,9    | 1,9  | 65,7    | 1,8  | 59,5    | 1,8  | 59,5    | 1,8 %  | -2 %           |
| Résidentiel                                  | 638,5   | 23,2 | 902,9   | 25,8 | 1 073,6 | 28,8 | 956,7   | 29,1 | 944,0   | 28,9 % | +48 %          |
| Tertiaire                                    | 508,1   | 18,5 | 1 015,2 | 29,0 | 1 212,8 | 32,5 | 1 096,8 | 33,4 | 1 104,8 | 33,8 % | +117 %         |
| Agriculture                                  | 8,8     | 0,3  | 9,7     | 0,3  | 10,6    | 0,3  | 9,9     | 0,3  | 9,4     | 0,3 %  | +7 %           |
| Pêche                                        | 2,1     | 0,1  | 1,3     | 0,04 | 1,2     | 0,03 | 3,2     | 0,1  | 3,3     | 0,1 %  | +57 %          |
| Total                                        | 2 753,3 | 100  | 3 501,6 | 100  | 3 727,5 | 100  | 3 288,4 | 100  | 3 264,2 | 100 %  | +19 %          |
| Source : Agence internationale de l'énergie. |         |      |         |      |         |      |         |      |         |        |                |

La demande des clients industriels a baissé de 4,8 % en 2011 du fait des dégâts causés par le séisme de 2011 ; la consommation des clients résidentiels a également reculé de 5 % en 2011, mais cette baisse résulte surtout d'une baisse de la consommation des climatiseurs, l'été 2011 ayant été beaucoup moins chaud que celui de 2010.